# Хемел-Хемпстед
Хемел-Хемпстед (англ. Hemel Hempstead) — город в графстве Хартфордшир, Англия. Часть агломерации Большого Лондона.
Население составляет 97 500 человек. Застраивался после Второй мировой войны как новый город, он существовал как поселение с VIII века и получил городские права от короля Генриха VIII в 1539 году. Он является частью района Дакорум и Парламентского избирательного округа Хемел-Хемпстед. Соседние города — Уотфорд, Сент-Олбанс, Хатфилд.
В XVIII и XIX веках Хемел-Хемпстед был сельскохозяйственным торговым городком. Состоятельные землевладельцы построили здесь несколько больших загородных домов, в том числе The Bury, построенный в 1790 году, и Gadebridge House, построенный известным хирургом и анатомом сэром Эстли Купером в 1811 году.
По мере того как промышленная революция набирала обороты, коммерческие поездки между Мидлендсом и Лондоном значительно увеличились. Хемел-Хемпстед находился на прямом пути между этими регионами и это сделало его естественным перевалочным пунктом для торговли и путешествий между ними. Первоначально дорога Sparrows Herne Turnpike Road была открыта в 1762 году. По ней было большое движение, в результате чего ее поверхность быстро изнашивалась, и она стала известна своими колеями и выбоинами.